# Sant Esteve de Palautordera
Sant Esteve de Palautordera (spanisch San Esteban de Palautordera) ist eine katalanische Gemeinde in der Provinz Barcelona im Nordosten Spaniens. Sie liegt in der Comarca Vallès Oriental.

## Sehenswürdigkeiten
- Schloss Montclús
- Schloss Fluvià
- gotisch-romanische Pfarrkirche Sant Esteve de Palautordera